# Luis Eduardo Pérez
Luis Eduardo Pérez Pagola (Montevideo, 1774 — Montevideo, 30 de agosto de 1841), foi um político uruguaio, Presidente da República (interino) entre 24 de outubro de 1830 e 6 de novembro do mesmo ano.
Integrante da assembleia constituinte encarregada de redigir a primeira constituição nacional do Uruguai, foi eleito presidente pelo Senado.
Exerceu a presidência da república de forma interina durante um breve período de tempo, desde o começo da vida democrática de seu país até a posse do primeiro presidente eleito, Fructuoso Rivera.